# Familia Carvajal Vargas

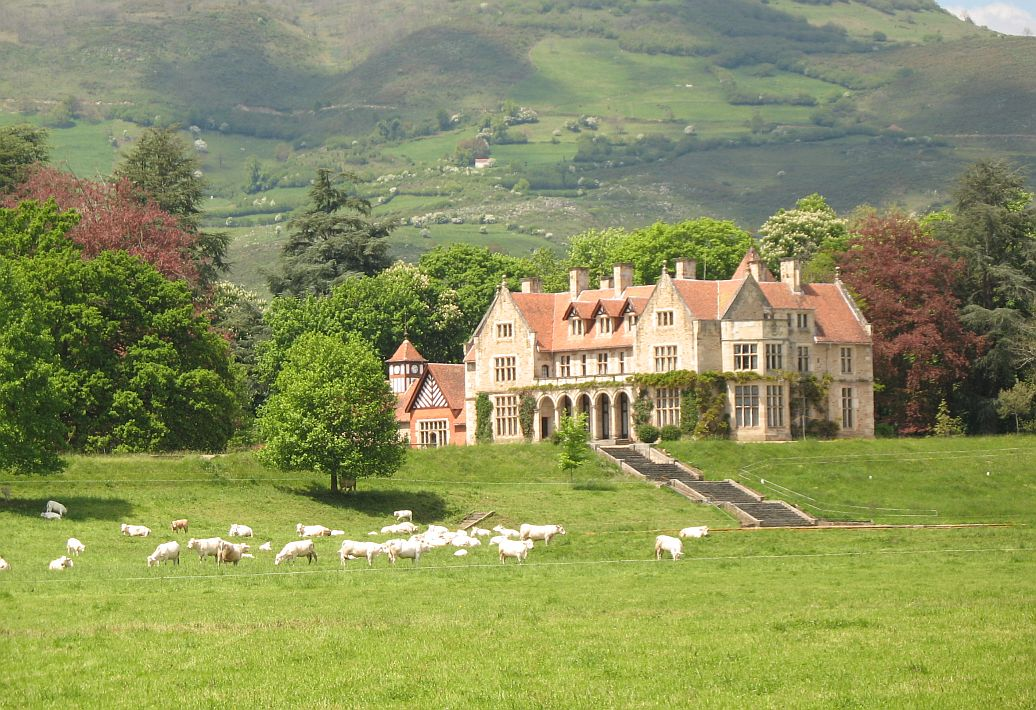
Palacio de los Hornillos, residencia del actual jefe familiar, el duque de San Carlos, Álvaro Fernández de Villaverde y Silva.

La Casa de Carvajal y Vargas o Carvajal-Vargas es un linaje nobiliario español. Proviene como una rama de la Casa de Carvajal, originaria de Plasencia en la comunidad autónoma de Extremadura. Entre los siglos XVI y XIX, ocuparon el cargo de Correo Mayor de Indias durante el Virreinato del Perú y el Reino de Chile, destacando como una de las familias más influyentes de la colonia española en América del Sur.

## Historia

### España

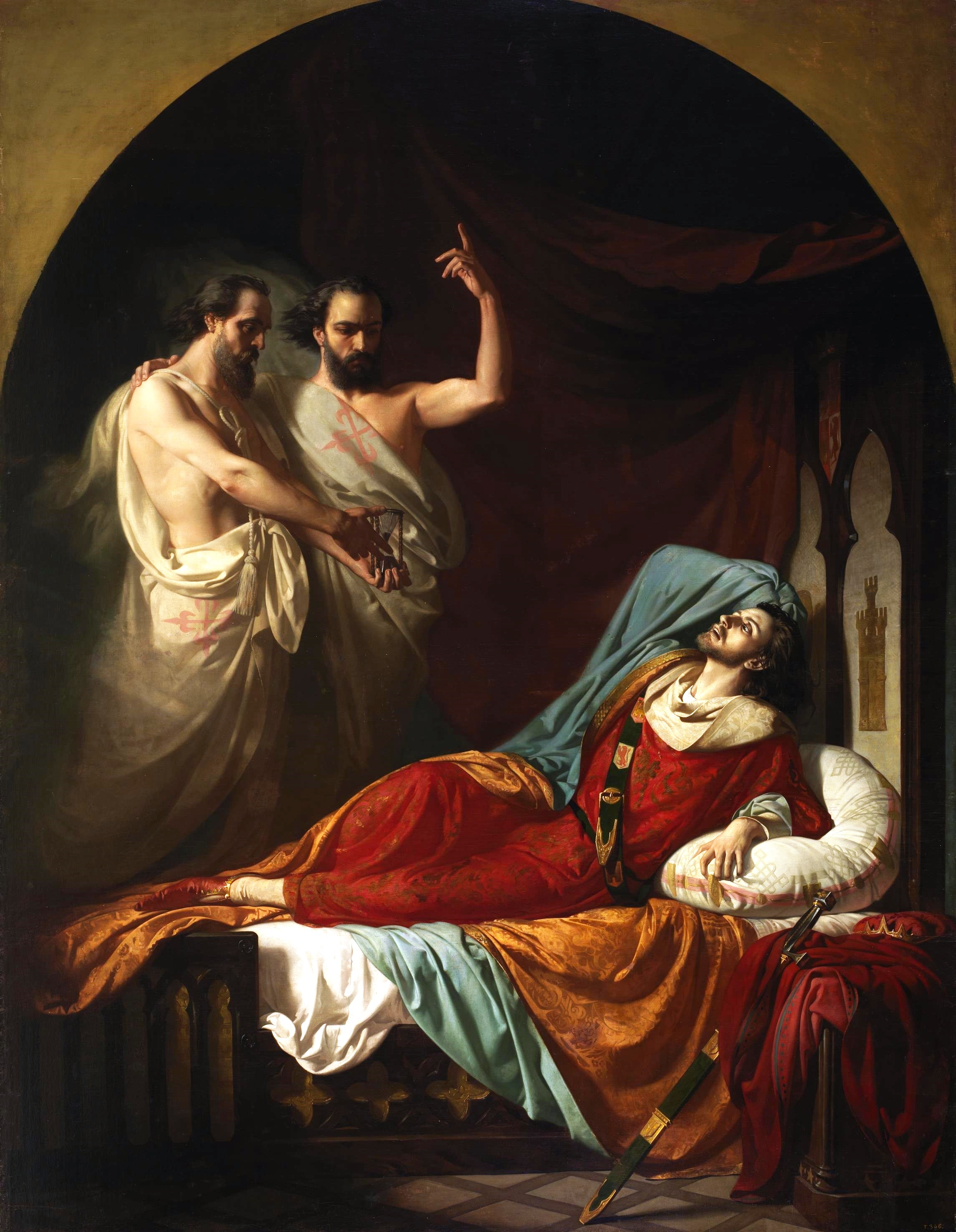
Últimos momentos de Fernando IV el Emplazado. Óleo sobre lienzo de José Casado del Alisal. 1860. (Palacio del Senado de España).

Según el estudio genealógico realizado por Lorenzo Galindez de Carvajal en 1515, los miembros más antiguos de la familia Carvajal se remontan al siglo XI como condes de Plasencia. Posteriormente, durante la Reconquista de España emprendida por los cristianos contra los musulmanes en 1312, dos hermanos nobles de esta familia, Pedro y Juan, caballeros pertenecientes a la Orden de Calatrava al mando de Fernando IV de Castilla son inculpados de haber asesinado a Juan Alonso de Benavides, privado y consejero del rey. Según la leyenda, los hermanos fueron condenados a ser introducidos en una jaula de hierro con puntas afiladas en su interior y, posteriormente, a ser arrojados desde la cumbre de la Peña de Martos, introducidos en dicha jaula..
Según consta en la Crónica de Fernando IV, en la Crónica de Alfonso XI y en la Gran Crónica de Alfonso XI, los hermanos Carvajal, antes de ser ejecutados, emplazaron al rey Fernando IV a comparecer ante el juicio de Dios en el plazo de treinta días por la muerte injusta que el monarca ordenaba darles, y el rey falleció un mes después, el 7 de septiembre de 1312, en que se cumplía el plazo impuesto por ambos hermanos.
Ocho años después de este suceso, en 1320 Diego Gonzales de Carvajal y Vargas, conde de Plasencia, ingresó a la corte real tras casarse con Sevilla López de Villalobos y de la Cerda, bisnieta de Sancho IV de Castilla y tataranieta de Alfonso X de Castilla y de Luis IX de Francia. Tras la unión, la familia cogió notable influencia en España por más de 500 años.

### Creación del Mayorazgo y asentamiento en Perú

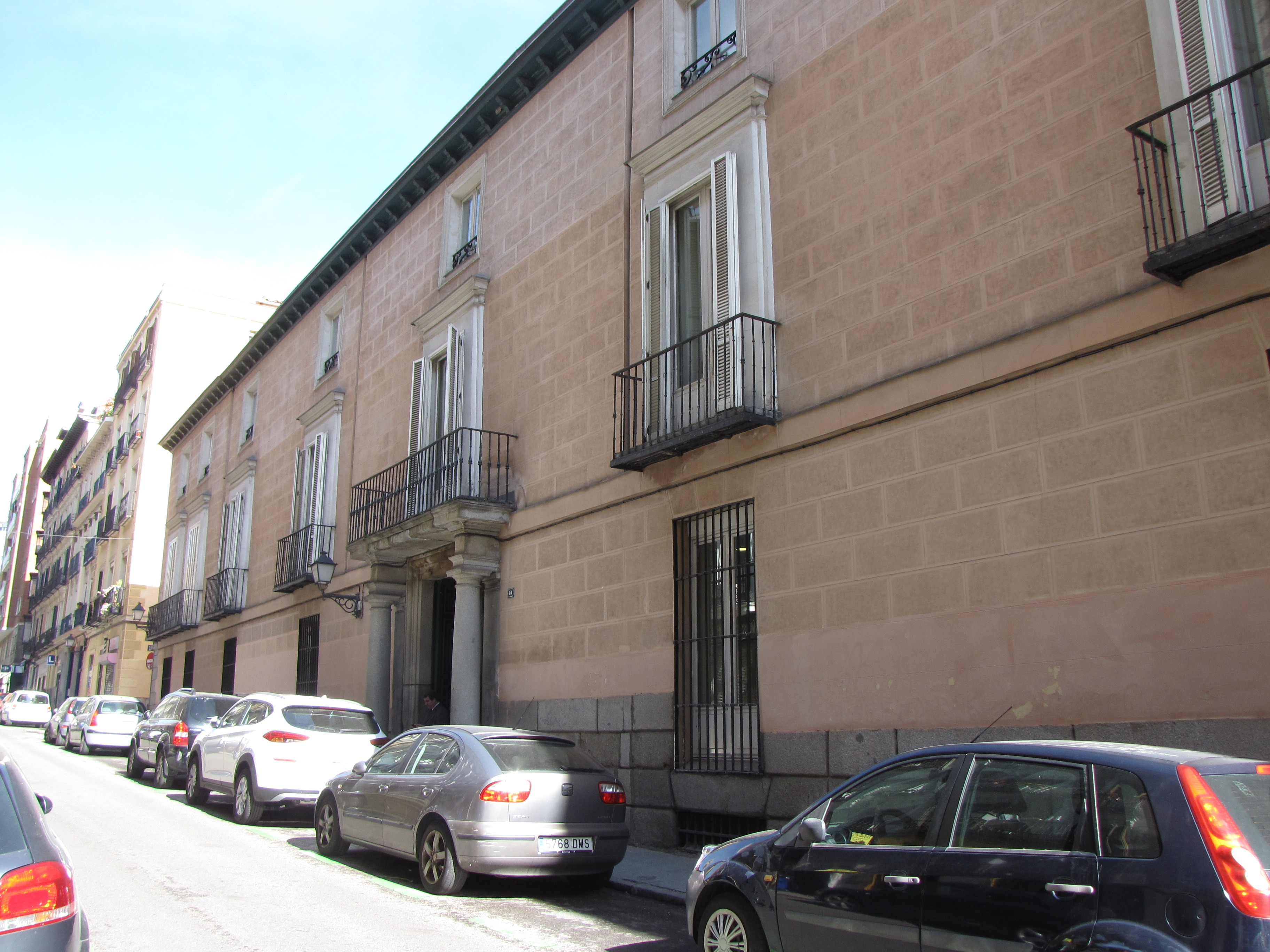
Palacio del Marqués de Santa Cruz, convertido en museo y bajo el patronato de la familia.

El mayorazgo de Carvajal y Vargas fue fundado en 1560 por Diego de Carvajal y Dávila y su esposa, Beatriz de Vargas y Sotomayor. Diego fue hijo de Lorenzo Galíndez de Carvajal, caballero de la orden de Calatrava, I Correo Mayor de Indias y consejero del Rey Carlos, por vía materna fue nieto de Martín Dávila Maldonado, señor de Villafranca y miembro del Marquesado de las Navas. Mientras que su esposa, Beatriz, fue Señora del Puerto de Santa Cruz de la Sierra y Señora de Valhondo.
Diego de Carvajal se trasladó a Lima en 1561 con la finalidad de asumir el cargo de II Correo Mayor de Indias. Años antes había sido nombrado Comisario Real sobre los reales derechos en el Perú. Falleció en Lima, y en adelante, sus descendientes serían trascendentales en la vida social y política del virreinato del Perú por casi 300 años.

#### Encomenderos de Icho Huari y Huaura
En 1608, el limeño Diego de Carvajal y Vargas adquirió la encomienda de Icho Huari, cuyas actividades económicas radicaban en la minería y la textilería, se ubicaba en el corregimiento de Conchucos (actuales Chacas, San Luis y Llamellín en la región Áncash). En 1620 se la heredó a su hijo Francisco de Carvajal y Vargas quien la detentó hasta la recomposición de tierras de 1644, cuando la familia dejó de cobrar por derechos de arrendamiento y, por mandato virreinal, se subdividieron las antiguas y extensas encomiendas de los hombres de Francisco Pizarro, en grupos de haciendas con varios propietarios; pese a ello, la familia siguió poseyendo grandes extensiones de tierras concentradas en la zona de Chacas y San Luis hasta la década de 1780, año en que se suprimió el corregimiento y se creó la provincia de Conchucos. 
Gracias a sus alianzas familiares, siguieron ostentando el poder en esta zona de Áncash por varias décadas. En 1750, la limeña Juana de Carvajal Vargas y Cabrera, casó en Chacas con el militar y funcionario español Francisco Menéndez de Valdez, una de sus hijas se casó con el capitán sevillano Antonio Navarro del Dozal, y la hija de estos, Manuela Navarro Menéndez de Carvajal, se unió en 1812, con el capitán vasco Francisco de Amez y Amezcaray. En 1820, durante la Independencia del Perú, estos oficiales y más de 60 españoles de la zona de Conchucos, fueron arrestados por los patriotas y llevados al cuartel general de José de San Martín en Huaura, con la finalidad de conminarlos a abandonar el país o unirse al bando independista, así, optaron por apoyar la causa libertadora y unirse como reservistas de ejército patriota acantonado en el Callejón de Huaylas. Su influencia decayó a mediados del siglo XX.
La Casa del Balcón de la Independencia de Huaura, ubicada frente a lo que fue la antigua iglesia parroquial, pertenecía a la familia Carvajal y Vargas. Fue en esta residencia donde se hospedó la plana mayor del ejército libertador de José de San Martín, y es desde uno de sus balcones que se declararía la primera declaratoria de Independencia del Perú por parte del generalísimo Don José de San Martín, en noviembre de 1820.

#### Condado de Castillejo
- I conde: Diego Atanasio de Carvajal y Vargas Altamirano (Lima, 1626-1693).
- II conde: Diego Eustáquio de Carvajal Vargas y Quesada (Lima, 1651-1689).
- III conde: Diego Gregorio de Carvajal Vargas y Hurtado de Quesada (Lima, 1686-1731).
- IV condesa: Catalina Isidora de Carvajal y Hurtado de Quesada (Lima, 1688-?).
- Joaquina Ana María Josefa de Brun y Carvajal (1627-1774), V condesa de Castilejo, VII condesa del Puerto (por suceder a su hermana Josefa Joaquina VI condesa del Puerto.
- Mariano Joaquín de Carvajal y Brun, VI conde de Castillejo, VIII conde del Puerto (Lima, 1742-1796).
- José Miguel de Carvajal Vargas y Manrique de Lara (1771-1828), VII conde de Castillejo, II duque de San Carlos, IX conde del Puerto, II conde de la Unión.

### Chile y el ducado de San Carlos

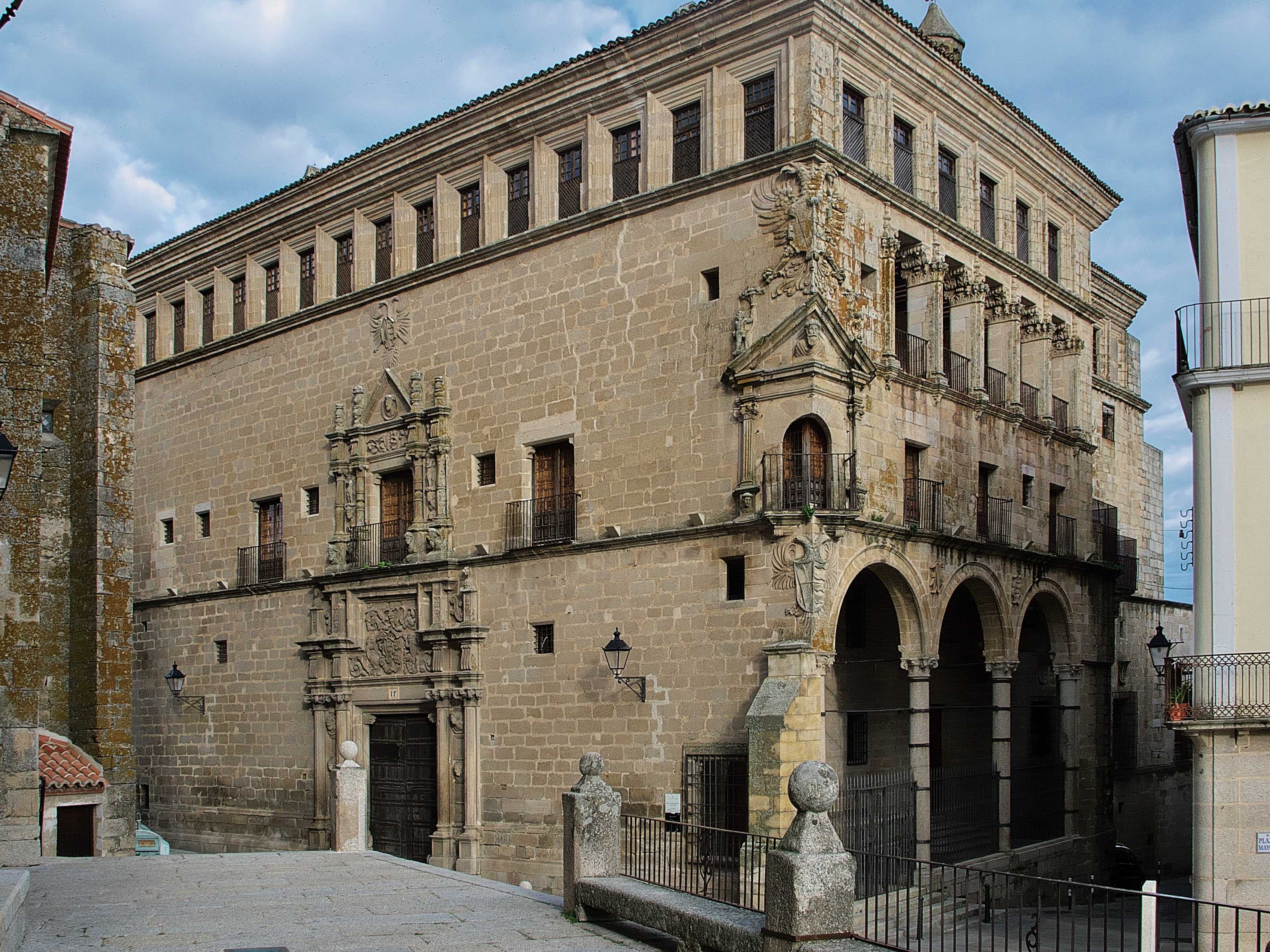
Palacio de San Carlos (Trujillo), primer palacio de la familia a su retorno a España en el.

Juan Marcelino de Carvajal Vargas y Quesada Sotomayor, (n. Lima, 1655), 5° Conde del Puerto. Fue destacado a Concepción, Chile como Maestre de Campo, casó con Luisa de Roa y Alarcón Cortés asentándose en el país sureño definitivamente. Su nieto se haría beneficiario del primer Ducado de San Carlos en 1780.
Por espacio de doscientos cincuenta y cuatro años, la familia Carvajal Vargas ostentó el alto cargo de correo mayor de las Indias, otorgado al doctor Lorenzo Galíndez de Carvajal, presidente del Consejo de Castilla, miembro del Consejo de Indias y albacea testamentario de Fernando II de Aragón, el 14 de mayo de 1514; dicho cargo fue confirmado por Real Cédula de Carlos I de España, fechada el 26 de octubre de 1525.
Durante este período de más de dos centurias, sin embargo, los Carvajales no dieron el impulso que se requería para que la administración de la correspondencia fuera lo más expedita posible. Junto a ello, comenzaron a reunir un creciente poder, varios títulos de nobleza y un ingente patrimonio, lo que produjo cierto recelo en la Corona española. Estas tres razones esgrimió Carlos III para privar a Fermín Francisco de Carvajal-Vargas de su cargo hereditario y retornarlo al gobierno.
Era indudable que los Carvajal tenían un nivel de vida bastante elevado. Fermín Francisco, el año 1760, ostentaba, aparte del correazgo mayor, los siguientes títulos: conde del Puerto, conde de Castillejo, señor de la villa del puerto de Santa Cruz de la Sierra y señor de Valfondo; además, era caballero profeso de la Orden de Santiago (1758), coronel de caballería de los Reales Ejércitos, teniente general de caballería del Perú (1757), patrón de la provincia franciscana de los Doce Apóstoles (Virreinato del Perú) y familiar del Tribunal del Santo Oficio de la Inquisición.
El rey, atendidas todas estas circunstancias, pactó un convenio de resarcimiento (que constó de quince artículos) por los posibles perjuicios a la calidad y patrimonio de la familia de Fermín Francisco y le otorgó el título de I duque de San Carlos (1780).

#### Duques de San Carlos
- Fermín Francisco de Carvajal-Vargas y Alarcón-Cortés de Monroy (Chile, 1722 - Madrid, 1797), I duque de San Carlos.
- José Miguel de Carvajal-Vargas y Manrique de Lara Polanco (Lima, 1771 - París, 1828), II duque de San Carlos.
- José Fernando de Carvajal y Queralt (Alfaro, 1808 - Madrid, 1872), III duque de San Carlos.
- María Luisa de Carvajal y Dávalos (Madrid, 1853-1947), IV duquesa de San Carlos.
- Mariano de Silva-Bazán y Carvajal-Vargas, V duque de San Carlos.
- Casilda de Silva y Fernández de Henestrosa (Madrid, 1914-2008), VI duquesa de San Carlos.
- Álvaro Fernández-Villaverde y Silva (n. en 1943), VII duque de San Carlos.